# Falsche Siebziger
Falsche Siebziger ist eine schwarze Komödie, die 2017 als deutscher Fernsehfilm produziert wurde.

## Handlung
Hubertus Hochstetter hat Schulden bei einer Wiener Unterweltgröße und muss unbedingt das entsprechende Geld auftreiben, um keinen Ärger zu bekommen. Nun kommen auch noch sein mürrischer Vater und dessen Bekannte Kath bei einem kuriosen Unfall ums Leben, den Hubertus und sein Sohn verursachen. Die Leichen sollen in einem Stollen versteckt werden, doch dort liegt schon die Leiche von Anna Schranner, welche gerade noch ziemlich lebendig im Dorf unterwegs gewesen war. Es stellt sich heraus, dass Annas Tochter Iris die Cousine Vevi gebeten hat, als Anna einzuspringen, um noch eine wichtige Sache im Testament zu ändern. Hubertus schlägt deshalb vor, die Leichen dort einfach liegen zu lassen, um die Rente abzukassieren. Kaths Sohn Karl ist von der Idee auch angetan.
Aber so einfach ist das nicht, so kann Hubertus ohne Vollmacht nicht einfach Geld vom Konto des Vaters abheben und Karls Mutter wird auch noch für bestimmte Geschäfte benötigt. Also müssen auch hier Doppelgänger her. Hubertus wird in einem Seniorenheim in Burghausen fündig; der verblüffend ähnlich aussehende Johannes Tiefenbach soll den Vater spielen. Kath wird durch die Schauspielerin Marlies Braun ersetzt. Alle Beteiligten versuchen den Doppelgängern entsprechende Sprach- und Charaktereigenschaften anzutrainieren, damit sie echt wirken die Täuschung nicht auffliegt. 
Doch die zweite Identität bringt auch Ungeahntes ans Licht, so hatte Anna Schranner ein Verhältnis mit dem Pfarrer, sodass Vevi hier auch mitspielen muss. Marlies spielt die Rolle der Kath so gut, dass es sich für Karl anfühlt, als hätte er wieder seine gehasste Mutter im Haus. Hubertus wird derweil von den Wiener Ganoven weiterhin unter Druck gesetzt, allerdings liegen diese kurz darauf mausetot im Gebüsch, worauf Hubertus zunächst verdächtig wirkt. Die beiden werden kurzerhand im Garten der neuen Nachbarn Kiki und Wolfi in einem übergroßen Pflanzloch „entsorgt“. Dort hinein wandert später auch die Leiche des Pfarrers, der an gleicher Stelle abgelegt wurde.
Doch jetzt gibt es ein weiteres Problem, Kiki und Wolfi sollen etwas mitbekommen haben. Also müssen zwei zu ihnen gehen und dies besprechen bzw. mit dem Gewehr klären. Doch bevor es so weit kommt, trifft die Polizei ein. Alle denken, sie wurden verpfiffen, Hubertus geht mit erhobenen Händen hinaus. Doch die Polizei ist nicht ihretwegen da, sondern wegen der neuen Nachbarn, die nun bei einem Schusswechsel getötet werden. Diese waren Ingenieure, die Baupläne bzgl. Atomwaffen an andere Staaten verkauft haben und untergetaucht sind. Die Leichen im Garten werden von der Polizei als Opfer des Pärchens betrachtet. Hubertus und sein Sohn finden noch das Geld, das Kiki und Wolfi deponiert hatten, sodass die Doppelgänger eigentlich nicht mehr gebraucht werden. Doch diese haben das Leben mit den anderen mittlerweile so zu schätzen gelernt, dass sie aus ihren neuen Familien gar nicht mehr wegwollen. Man beschließt, die Rollen weiterzuspielen. Die Leichen von Kath und Anna werden in einer kleinen Zeremonie verbrannt, Hubertus‘ Vater bekommt Johannes Tiefenbachs Ausweis zugesteckt und wird auf einer Bank abgesetzt.

## Produktion
Gedreht wurde der Film vom 10. Oktober 2016 bis zum 10. November 2016 in München und Umgebung. Die Komödie wurde am 13. September 2017 im Ersten erstmals ausgestrahlt.

## Rezeption

### Kritiken
Im Lexikon des internationalen Films wird der Film folgendermaßen bewertet „Makabre (Fernseh-)Komödie, die nicht konsequent genug ihren schwarzen Humor ausspielt und unentschlossen zwischen augenzwinkerndem Humor und Moral mäandert.“
Tilmann P. Gangloff vergleicht den Film in seiner Bewertung bei tittelbach.tv mit verschiedenen anderen Produktionen: „Das Sujet erinnert zwar stark an „Schluss! Aus! Amen!“, aber das soll das Vergnügen an der makabren Geschichte nicht schmälern. […]  Die Inszenierung von Matthias Kiefersauer, der das Buch gemeinsam mit Alexander Liegl geschrieben hat, erinnert im Tonfall und wegen des vergleichbaren Humors an die Filme von Marcus H. Rosenmüller („Wer früher stirbt ist länger tot“). […] Es gibt auch Parallelen zu den „Eberhoferkrimis“, und das nicht nur, weil hier wie dort Sebastian Bezzel und Gerhard Wittmann mitwirken. Wie der schluffige Dorfpolizist Eberhofer ist auch Hubertus keine lupenrein positive Figur […] als er den Helden in sich entdeckt, ist das Abenteuer schon fast vorbei.“ Der Film erhält 4 von möglichen 6 Sternen.
Bei TV Spielfilm bezeichnet die Redaktion den Film als „[b]ayrisches Lustspiel, dessen Gags teils etwas oll wirken […]“ und resümiert: „Komödienstadel, der frischer sein könnte.“

### Einschaltquoten
Die Erstausstrahlung am 13. September 2017 sahen 3,77 Millionen Zuschauer. Dies bedeutete einen Marktanteil von 12,4 %. Die Wiederholung am 12. Juni 2019 sahen 2,59 Millionen Zuschauer (Marktanteil 9,7 %).